# Kämpershof
Kämpershof ist ein Ortsteil der Gemeinde Schalksmühle im Märkischen Kreis im Regierungsbezirk Arnsberg in Nordrhein-Westfalen (Deutschland).

## Lage und Beschreibung
Der Ortsteil befindet sich auf einem Riedel zwischen Hägerbachtal und dem Wilfeschetal westlich von Muhle im nördlichen Gemeindegebiet direkt an der Stadtgrenze zu Hagen. Der Ort ist über eine Zufahrt von Holthausen erreichbar.
Weitere Nachbarorte auf dem Schalksmühler Gemeindegebiet sind der Linscheid, Linscheiderbecke, Linscheiderschule, Hellhof,  Muhlerhagen, Stallhaus, Kuhlenhagen, Everinghauserheide, Wilfesche, Twieströmen, Walze und Pulvermühle, sowie Muhlerohl, Muhler Ölmühle, Mönigsfeld, Rummenohl, Werth, Sterbeckerhammer, Lindenteich und Rohagen auf Hagener Stadtgebiet.

## Geschichte
Waldesruh entstand in der zweiten Hälfte des 19. Jahrhunderts und war zunächst Teil der Gemeinde Hülscheid im Amt Lüdenscheid im Kreis Altena. Ab der Preußischen Neuaufnahme von 1892 ist der Ort auf Messtischblättern der TK25 unbeschriftet verzeichnet.
1969 wurden die Gemeinden Hülscheid und Schalksmühle zur amtsfreien Großgemeinde (Einheitsgemeinde) Schalksmühle im Kreis Altena zusammengeschlossen und Waldesruh gehört seitdem politisch zu Schalksmühle, das 1975 auf Grund des Sauerland/Paderborn-Gesetzes Teil des neu geschaffenen Märkischen Kreises wurde.